# Jan Fijałek
Jan Stanisław Fijałek (ur. 22 marca 1926 w Łodzi, zm. 17 grudnia 1997 tamże) – polski historyk, historyk medycyny łódzkiej, badacz dziejów społeczno-gospodarczych, regionalista.

## Nauka, studia
Urodził w rodzinie inteligenckiej, ojciec Tadeusz był zawodowym oficerem Wojska Polskiego, matka Jadwiga nauczycielką w szkole podstawowej. 
W czerwcu 1936 z rodziną przeniósł się do Krakowa. Ukończył tam szkołę powszechną im. św. Jana Kantego (pierwsze 3 klasy szkoły powszechnej ukończył w Łodzi). W lipcu 1939 zdał egzamin do gimnazjum i liceum im. Bartłomieja Nowodworskiego w Krakowie, ale nauki nie zaczął. Tuż po wybuchu wojny, 5 września 1939 został ewakuowany wraz z matką i bratem Zdzisławem z miasta na kresy wschodnie Rzeczypospolitej. Uniknęli oni jednak wywózki w głąb ZSRR, gdyż wywodzili się z ziem wcielonych do III Rzeszy (Jan Fijałek urodzony w Łodzi, matka i brat w Wadowicach). W październiku 1939 przybyli do Wadowic, zamieszkując w domu dziadka. Wkrótce po ukończeniu 14 lat, na początku 1941 władze okupacyjne skierowały Jana Fijałka do przymusowej pracy fizycznej w miejscowej fabryce Josepha Strauba, w której pracował do 16 stycznia 1945. Po wojnie, od lutego 1945 podjął naukę w liceum im. M. Wadowity w Wadowicach, i ucząc się w systemie przyśpieszonym, w lipcu 1947 zdał maturę.
W październiku 1947 rozpoczął studia historyczne na Uniwersytecie Łódzkim.
W 1952 uzyskał tytuł magistra historii.

## Praca zawodowa i kariera naukowa
Jeszcze przed otrzymaniem dyplomu magistra, w 1950 był zatrudniony w Wojewódzkim Archiwum Państwowym w Łodzi, w którym pracował jako asystent i starszy asystent do 1957. 
W październiku roku 1957 przyjęty został na stanowisko starszego asystenta w Instytucie Historii Uniwersytetu Łódzkiego. W 1960 obronił napisaną pod kierunkiem prof. dr Natalii Gąsiorowskiej-Grabowskiej dysertację doktorską pt. Instytucje pomocy materialno-zdrowotnej w Łodzi i okręgu łódzkim (wiek XIX do roku 1870). Opublikował ją w 1962. 
Został adiunktem.
Zaangażował się w prace Komisji Koordynacji Badań nad Historią Przemysłu jaką powołano 26 stycznia 1965 przy Komitecie Nauk Historycznych Polskiej Akademii Nauk (PAN) (kierownik prof. dr Irena Pietrzak-Pawłowska z Uniwersytetu Warszawskiego). Działał w Sekcji Historii Przemysłu Włókienniczego, na czele której stanęła ówczesna jego szefowa z Katedry Historii Społeczno-Gospodarczej Uniwersytetu Łódzkiego - prof. dr Gryzelda Missalowa.
W 1968 złożona i przygotowana do druku w Wydawnictwie Łódzkim napisana wspólnie z doc. dr. hab. Januszem Indulskim książka pt. Opieka zdrowotna w Łodzi od czasów najdawniejszych do roku 1945, została zniszczona na polecenie cenzora, a jej autorów napiętnowano (m.in. na łamach prasy łódzkiej) za rzekomy filosemityzm. Dlatego, szykanowany, Jan Fijałek 30 czerwca 1968 złożył wymówienie z pracy w Uniwersytecie Łódzkim. 
Od 1 października 1968 pracowałw łódzkiej Akademii Medycznej. Pracując w Zakładzie Organizacji Ochrony Zdrowia, kierowanym przez Janusza Indulskiego, zorganizował pracownię historii medycyny. Funkcjonowała ona i w roku następnym już w Katedrze Organizacji Ochrony Zdrowia, która stała się zalążkiem Instytutu Medycyny Społecznej przy Akademii Medycznej, utworzonym 21 marca 1970. W jego strukturze organizacyjnej znalazł się też Zakład Historii Medycyny i Farmacji, którego kierownictwo powierzono Janowi Fijałkowi, który pomyślnie złożył kolokwium habilitacyjne w Uniwersytecie im. Adama Mickiewicza w Poznaniu przedstawiając rozprawę pt. Działalność Inspekcji Fabrycznej w przemyśle włókienniczym Królestwa Polskiego (Okres autonomiczny 1885-1894). Studium z położenia włókniarzy. 
W 1970 został docentem. Zakładem, a następnie od 1983 Katedrą Historii Medycyny i Farmacji, kierował do 30 września 1996, tj. do czasu przejścia na emeryturę. Po przejściu na emeryturę był związany z Katedrą.
Jako docent, a od 1980 jako mianowany profesor nadzwyczajny, przyczynił się do powstania łódzkiej szkoły historii medycyny.
Wypromował 11 doktorów, przyczynił się również do powstania 5 habilitacji. Jego ważnym osiągnięciem było opracowanie i stosowanie zasady badań w dziedzinie opieki zdrowotnej w ramach integralnie rozumianej historii społeczno-gospodarczej XIX i XX w.
W latach 1978–1984 pełnił funkcję zastępcy dyrektora Instytutu Medycyny Społecznej.

## Działalność pozazawodowa
Uczestniczył w pracach wielu stowarzyszeń. W latach 1967–1968 był sekretarzem, a w 1969-1995 przewodniczącym Oddziału Łódzkiego Polskiego Towarzystwa Historii Medycyny i Farmacji (PTHMiF), w latach 1969–1997 był członkiem Zarządu Głównego PTHMiF. W 1997 został członkiem honorowym Towarzystwa.
Utrzymywał kontakt ze środowiskiem historyków w Uniwersytecie Łódzkim, szczególnie zajmujących się historią społeczno-gospodarczą. Na X Powszechnym Zjeździe Historyków Polskich w Lublinie we wrześniu 1969 roku był, obok G. Missalowej, współautorem referatu Fazy i dynamika rozwoju przemysłu włókienniczego na ziemiach polskich w latach 1815–1939 (wydrukowanym w Pamiętniku X Powszechnego Zjazdu Historyków Polskich. Referaty Sekcje I-IV, Lublin 1969, s. 346-379). Opublikował także kilka rozpraw w ramach prac prowadzonych przez Sekcję Historii Włókiennictwa. Na XIV Powszechnym Zjeździe Historyków Polskich w Łodzi (7-10 września 1989) wygłosił komunikat pt. Oddziaływanie procesów industrializacji na stan higieny i zdrowia społeczeństw miejskich. (Próba określenia pozytywnych i negatywnych następstw). Publikował też na łamach „Rocznika Łódzkiego”. Większość prac poświęcił Łodzi i regionowi.
W latach 1990–1997 działał w Komitecie Historii Nauki i Techniki PAN w Warszawie. 
Był także członkiem Łódzkiego Towarzystwa Naukowego. Od lat 70. XX w. współpracował z Zarządem Okręgu Polskiego Czerwonego Krzyża w Łodzi, a od 1989 z Rodziną Katyńską (ojciec jego żony Krystyny z domu Dybka, zginął zamordowany w Charkowie). 
Zajmował się też pracą redakcyjną. Należał do zespołu, który przygotował edycję  Źródeł do dziejów klasy robotniczej, przemysłu i miast w okręgu łódzkim w XIX w. Był m.in. współredaktorem I tomu monografii Łodzi Łódź. Dzieje miasta, (do 1918 r.) (wyd. 1980 i 1988) i członkiem komitetu redakcyjnego Archiwum Historii Medycyny, Annales Academiae Medice Lodziensis.

## Ważniejsze prace naukowe
Ogółem był autorem i współautorem 135 prac, w tym kilku książek:
- Życie gospodarcze Łodzi w latach 1870–1918 (1973);
- Pabianice i włość pabianicka w drugiej połowie XVII i w XVIII wieku (1952);
- Zdobycze socjalne i polityczne włókniarzy w XIX w. (do 1892 r.), [w:] Włókniarze łódzcy. Monografia (1966);
- Przemysł włókienniczy na ziemiach polskich. Struktury i funkcje, [w:] Gospodarka przemysłowa i początki cywilizacji technicznej w rolniczych krajach Europy. Studia i materiały (1977);
- Zagadnienia ochrony zdrowia robotników fabrycznych w Łodzi do 1914 r., „Rocznik Łódzki” 1977, t. XXII/XXV, s. 109-136;
- G. Missalowa i zespół: Jan Fijałek, B. Pełka, W. Puś, Przemysł włókienniczy [w:] Uprzemysłowienie ziem polskich w XIX i XX wieku. Studia i materiały, red. I.Pietrzak-Pawłowska. Wrocław 1970, s. 219-276;
- Jan Fijałek, B. Pełka, W. Puś, La structure les entreprises modernes de l'industrie textile en territoire polanais d partir de 1850 environ jusqu'a 1913 (Etude Comparativ). „Studia Historiae Oeconomiae”, vol. 9 (1974), s. 197-222;
- Jan Fijałek, W. Puś, S. Pytlas. Przemysł włókienniczy w Łodzi. [w:] Pamiętnik XIV Powszechnego Zjazdu Historyków Polskich w Łodzi. Referaty-Komunikaty-sesje. Toruń 1993;
- Jan Fijałek. Formy i charakter „pomocy zdrowotnej“ w Łodzi dla Polaków w okresie okupacji hitlerowskiej, „Rocznik Łódzki” („RŁ“), t. XVI/XIX 1972, s. 265-282;
- Jan Fijałek. Działalność lekarzy na rzecz społecznych form opieki zdrowotnej w Łodzi (do 1914 r.), „Rocznik Łódzki” 1973, t. XVII/XX, s. 57—78;
- Jan Fijałek, J. Indulski, J. Sadowska. Opieka zdrowotna w przemyśle polskim w XIX i XX wieku (do 1945 r.) na przykładzie Łodzi, Łódź 1986, s 146;
- Jan Fijałek. Położenie ludności, [w:] Łódź. Dzieje miasta, red. R. Rosin, t. 1: do 1918 r., red. B. Baranowski, J. Fijałek, Łódź 1980, s 306-358;
- Jan Fijałek J. Indulski. Opieka zdrowotna w Łodzi do roku 1945. Studium organizacyjno-historyczne. Łódź 1990.

## Odznaczenia i wyróżnienia
- Krzyżem Kawalerskim Orderu Odrodzenia Polski,
- Medalem Komisji Edukacji Narodowej,
- Złotym Medalem Opiekuna Miejsc Pamięci Narodowej,
- Medalem za Zasługi dla Akademii Medycznej,
- Medalem 50-lecia GKBZpNP-IPN